# 民主街道 (湛江市)
民主街道，是中华人民共和国广东省湛江市赤坎区下辖的一个乡镇级行政单位。

## 行政区划
民主街道下辖以下地区：
三民社区、海萍社区、海棠社区、海北社区和金城社区。